# جيوفاني نارفيز
جيوفاني نارفيز (بالإسبانية: Giovanni Narváez)‏ هو لاعب كرة قدم تشيلي في مركز الوسط، ولد في 1 يوليو 1983 في أنتوفاغاستا في تشيلي. لعب مع نادي كوكيمبو أونيدو.

## وصلات خارجية
- جيوفاني نارفيز على موقع قاعدة بيانات كرة القدم.إي يو (الإنجليزية)
- جيوفاني نارفيز على موقع Soccerway.com (الإنجليزية)
- جيوفاني نارفيز على موقع AS.com (الإسبانية)